# Freddie Prinze Jr.
Freddie James Prinze Jr. (Los Angeles, 8 marzo 1976) è un attore statunitense.

## Biografia
Figlio unico del conduttore televisivo Freddie Prinze e Katherine Elaine Cochran, cresce nel Nuovo Messico con la madre e la nonna dopo il suicidio del padre avvenuto quando aveva appena dieci mesi e perciò crebbe senza una figura paterna accanto. Frequenta l'Albuquerque Children's Theater e successivamente si trasferisce a Los Angeles per realizzare il suo sogno di diventare attore. È cattolico e parla spagnolo. Debutta nel 1996 nel film A Gillian, per il suo compleanno al fianco di Michelle Pfeiffer, seguito da La casa del sì con Parker Posey, successivamente recita negli horror giovanili So cosa hai fatto e Incubo finale. È famoso soprattutto per l'interpretazione di Zach Siler in Kiss Me. Ha recitato a fianco della moglie Sarah Michelle Gellar in Scooby-Doo del 2002 e il seguito del 2004 interpretando Fred Jones.

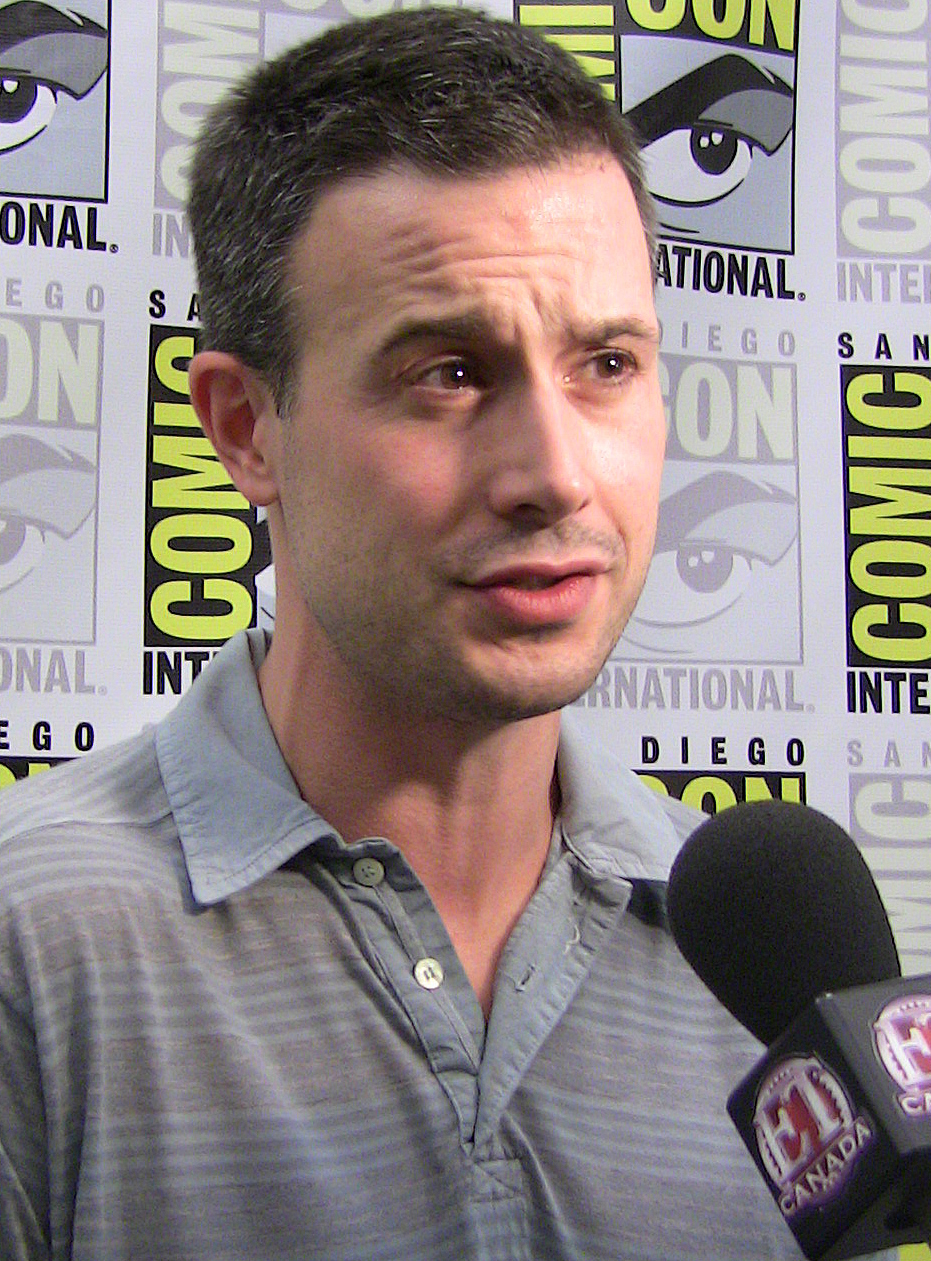
Freddie Prinze Jr. nel 2009

Nel 2010 ha interpretato Cole Ortiz nella ottava stagione della serie televisiva 24. Anni dopo, nel 2014, ha dichiarato alla ABC: "Ho fatto 24, è stato terribile. Ho odiato ogni momento. Dopo aver finito, volevo solo abbandonare la carriera. Così, mi sono più o meno fermato". Dal 2010 al 2014 ha interpretato gli ultimi ruoli come attore in serie televisive di prestigio: nel 2010 Dennis Gogolack nella serie Psych, nel 2012 Noah nel film per la TV Happy Valley, nel 2013 come Leo Wingate negli episodi 4 e 5 della prima stagione de Le streghe dell'East End ed infine nel 2014 come Danny Beck nella serie Bones (stagione 9, episodi 16 e 17).

### Wrestling
Prinze è un fan della WWE e fu inquadrato tra il pubblico durante la cerimonia per la Hall of Fame del 2008 e nel corso di WrestleMania XXIV. Ha inoltre effettuato un cameo durante una puntata di The Dirt Sheet, un programma in onda su internet presentato da John Morrison e The Miz; ha inoltre creato un profilo nella comunità di blog "Fan Nation" della WWE, dove scrive regolarmente. Il 28 luglio 2008 fu annunciato il suo ingresso tra gli sceneggiatori della WWE, da cui è stato però in seguito allontanato dopo nemmeno un anno. Il 17 agosto ha partecipato alla puntata di Raw come ospite speciale: ricoprì il ruolo di general manager e nella stessa puntata fu colpito da Randy Orton.

## Vita privata
Dal 1º settembre 2002 è sposato con l'attrice Sarah Michelle Gellar; la coppia ha due figli.
Il 7 giugno 2016 pubblica il suo primo libro di cucina intitolato Back to The Kitchen. La prefazione del libro è stata fatta dalla moglie Sarah e all'interno si trovano racconti e foto della loro famiglia.

## Filmografia

### Cinema
- A Gillian, per il suo compleanno (To Gillian on Her 37th Birthday), regia di Michael Pressman (1996)
- La casa del sì (The House of Yes), regia di Mark Waters (1997)
- Sparkler, regia di Darren Stein (1997)
- So cosa hai fatto (I Know What You Did Last Summer), regia di Jim Gillespie (1997)
- Incubo finale (I Still Know What You Did Last Summer), regia di Danny Cannon (1998)
- Kiss Me (She's All That), regia di Robert Iscove (1999)
- Wing Commander - Attacco alla Terra (Wing Commander), regia di Chris Roberts (1999)
- Pazzo di te! (Down to You), regia di Kris Isacsson (2000)
- Boys and Girls - Attenzione: il sesso cambia tutto (Boys and Girls), regia di Robert Iscove (2000)
- Top model per caso (Head Over Heels), regia di Mark Waters (2001)
- Il sogno di un'estate (Summer Catch), regia di Michael Tollin (2001)
- Scooby-Doo, regia di Raja Gosnell (2002)
- Scooby-Doo 2 - Mostri scatenati (Scooby-Doo 2: Monsters Unleashed), regia di Raja Gosnell (2004)
- La spacconata (Shooting Gallery), regia di Keoni Waxman (2005) - direct to video
- Brooklyn Rules, regia di Michael Corrente (2007)
- New York City Serenade, regia di Frank Whaley (2007)
- Jack and Jill vs. the World, regia di Vanessa Parise (2008)
- Natale con te (Christmas with You), regia di Gabriela Tagliavini (2022)
- So cosa hai fatto (I Know What You Did Last Summer), regia di Jennifer Kaytin Robinson (2025)

### Televisione
- 8 sotto un tetto (Family Matters) - serie TV, episodio 6x15 (1995)
- ABC Afterschool Specials - serie TV, episodio 25x01 (1996)
- Bad Generation - Scuola di sangue (Detention: The Siege at Johnson High), regia di Michael Watkins (1997) - film TV
- Una scommessa di troppo (Vig), regia di Graham Theakston (1998) - film TV
- Friends - serie TV, episodio 9x06 (2002)
- Boston Legal - serie TV, episodi 1x03-1x15-2x25 (2004-2006)
- Freddie - serie TV, 22 episodi (2005-2006)
- George Lopez - serie TV, episodio 5x19 (2006) - crossover con Freddie
- Atlanta - episodio pilota scartato (2007)
- No Heroics - episodio pilota scartato (2009)
- 24 - serie TV, 24 episodi (2010)
- Psych - serie TV, episodio 5x03 (2010)
- Happy Valley - episodio pilota scartato (2012)
- Le streghe dell'East End (Witches of East End) – serie TV, episodi 1x04-1x07 (2013)
- Bones – serie TV, episodi 9x01-9x16 (2013-2014)

### Doppiatore
- Frasier - serie TV, episodio 9x14 (2002)
- Cenerentola e gli 007 nani (Happily N'Ever After), regia di Paul J. Bolger (2006)
- Delgo e il destino del mondo (Delgo), regia di Marc F. Adler e Jason Maurer (2008)
- Mass Effect 3 - videogioco (2012)
- Dragon Age: Inquisition - videogioco (2014)
- Star Wars Rebels - serie TV, 4 stagioni (2014-2018)
- Star Wars - L'ascesa di Skywalker (Star Wars: The Rise of Skywalker), regia di J. J. Abrams (2019)

### Sceneggiatore
- Mutant X - serie TV, episodio 2x19 (2003)
- Freddie - serie TV, episodio 1x01 (2005)

### Produttore
- La spacconata (Shooting Gallery), regia di Keoni Waxman (2005) - direct to video
- Freddie - serie TV, 22 episodi (2005-2006)

## Doppiatori italiani
Nelle versioni in italiano delle opere in cui ha recitato, Freddie Prinze Jr. è stato doppiato da:
- Francesco Pezzulli in So cosa hai fatto (1997), Una scommessa di troppo, Wing Commander - Attacco alla Terra
- Francesco Bulckaen in Scooby-Doo, Scooby-Doo 2 - Mostri scatenati, Natale con te
- Fabrizio Manfredi in Incubo finale, Kiss Me
- David Chevalier in Pazzo di te!
- Vittorio De Angelis in A Gillian, per il suo compleanno
- Stefano Crescentini in Boys and Girls - Attenzione: il sesso cambia tutto
- Fabrizio Vidale in Top model per caso
- Alberto Bognanni in La spacconata
- Walter Rivetti in Jack e Jill
- Francesco Prando in So cosa hai fatto (2025)

Da doppiatore è sostituito da:
- Andrea Lavagnino in Star Wars Rebels, Star Wars: L'ascesa di Skywalker
- Stefano Crescentini in Kim Possible - Viaggio nel tempo (Jim Possible del futuro)
- Simone Crisari in Kim Possible - Viaggio nel tempo (Tim Possible del futuro)
- Davide Garbolino in Delgo e il destino del mondo
- Manuel Meli in Star Wars: The Bad Batch
- Edoardo Stoppacciaro in Cenerentola e gli 007 nani